# Maaté Keïta
Maaté Keïta de son nom de naissance Thérèse Keita, est une artiste musicienne, chorégraphe, comédienne et actrice de cinéma guinéenne. 
Membre des trois go de koteba de 1995 en 2011.

## Carrière professionnelle
Elle commence sa formation avec Souleymane Koly en devenant actrice avant la musique.
Elle rejoint les trois go de koteba en 1995 avec l'ivoirienne Niama Kanté et la malienne Awa Sangho jusqu'en 2011. En plus de cette réalisation, Keita a joué dans les séries Conakry et deux couples un foyer du réalisateur Jean Noël Bah.
En 2018, elle participe au Marché des Arts et du Spectacle Africain (MASA) à Abidjan.
En 2015, elle assuré la chorégraphie du spectacle d’ouverture des jeux de la francophonie à Niamey au Niger.

## Filmographie
Maaté Keïta a fait plus de 25 réalisation avec son mentor Souleymane Koly dont :
1986
- Adama champion
- Commandant Jupiter et ses black nouchis

1990
- Tous unis dans nos wax à Sygma (Bordeaux)
- Navetanes au Théâtre Paris-Villette

1991
- Waramba Opéra mandingue au Théâtre du Rond-Point des Champs Elysées à Paris

1993
- Funérailles tropicales au festival d’Avignon

2004
- Cocody Johnny à l’Hippodrome de Douai

## Discographie

### Singles
- 2017 : Baba solo